# Microgenomatia
Microgenomatia o Microgenomates es una clase de bacterias recientemente propuesta sobre la base de análisis genómicos (Rinke 2013), al que usualmente se le asigna el rango de filo o superfilo. Previamente se lo conocía como filo candidato OP11 (Hugenholtz, 1998). Los análisis genéticos sugieren que sus especiales características metabólicas han prevenido hasta el momento su identificación y cultivo por los procedimientos tradicionales. Se caracterizan por células extremadamente pequeñas, genomas reducidos y capacidades metabólicas limitadas, por lo que se piensa que viven como simbiontes en comunidades microbianas. Junto a la clase Paceibacteria y a otros taxones recientemente identificados de bacterias forma parte de Minisyncoccota o grupo CPR, que se estima constituye al menos un 15% de la diversidad bacteriana.

## Hábitat
Se identificaron como OP11 mediante análisis de secuencia de ARNr en aguas termales de Yellowstone, sedimentos de agua dulce, sedimentos de las cuencas de Carolina, suelo amazónico, suelos contaminados con hidrocarburos en condiciones metanogénicas y reductoras de sulfato, y en agua del subsuelo profundo australiano; lo cual indica que el grupo está muy extendido en la naturaleza.
En general se encontró en ambientes anóxicos. Los entornos cualitativamente más oxídicos examinados no produjeron secuencias.